# Rodolfo Gonzaga, conte di Poviglio
Rodolfo Gonzaga (Luzzara, ca 1520 – Poviglio, 1553) è stato un nobile italiano appartenente al ramo cadetto dei Gonzaga di Luzzara, a lungo invano aspirante alla consignoria del feudo di famiglia, intitolatosi dal 1539 "conte di Poviglio".

## Biografia
Era il figlio ultimogenito di Gianfrancesco Gonzaga, marchese di Luzzara e capostipite del relativo ramo dei Gonzaga, e rifiutò a lungo di accettare l'introduzione nel feudo dell'istituto della primogenitura, ottenuta da Gianfrancesco con decreto imperiale, aprendo un vano contenzioso con il fratello Massimiliano, diventato marchese dopo l'abdicazione del padre.
Nel 1539 acquistò da Ferrante I Gonzaga il castello di Poviglio, intitolandosi quindi conte di quel luogo. Ma nel 1553 lo rivendette ai Farnese.
Sposò Isabella Gonzaga, figlia di Pirro Gonzaga, signore di Gazzuolo e San Martino dell’Argine e di Emilia Camilla Bentivoglio figlia di Annibale II Bentivoglio signore sovrano di Bologna e di Lucrezia d’Este.

## Discendenza

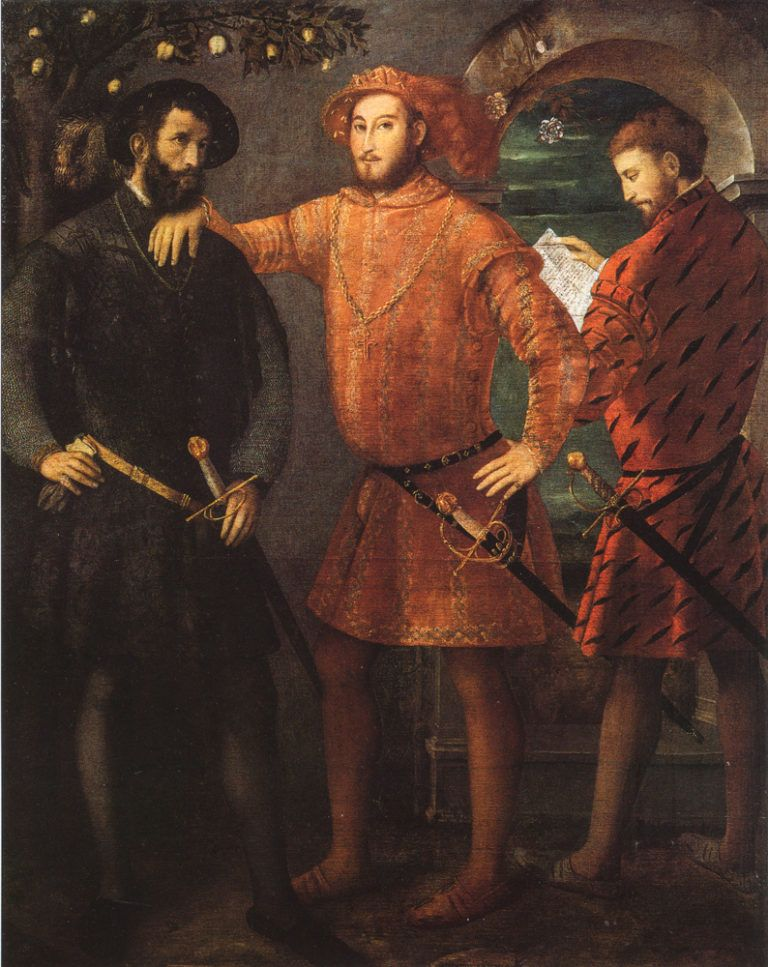
Rodolfo e Carlo Gonzaga con il vicario di Gazzuolo Ludovico Pico della Mirandola (Anonimo, XVI secolo)

Rodolfo e Isabella ebbero numerosi figli, tra cui:
- Luigi (1538-1570), suo successore, visse a lungo alla corte di Alfonso II d'Este. Morì assassinato a Ferrara;
- Fabrizio;
- Orazio;
- Settimio;
- Antonia (?-31 luglio 1572), sposò nel 1568 Roberto Sanvitale, conte di Fontanellato;
- Ginevra, gemella di Antonia.

Ebbe anche alcuni figli naturali:
- Giulio;
- Cesare;
- Rodolfo;
- Vittoria, sposò Francesco Saraceni da Arezzo.

## Omaggi poetici e letterari
Il poeta Matteo Bandello ha dedicato a Rodolfo Gonzaga la Novella LXI della Terza parte (1554).

## Ascendenza
|                                             |                                              |                                                                 | Genitori                                                   |  |  | Nonni |  |  | Bisnonni                                  |  |  | Trisnonni                                  |  |
|                                             |                                              |                                                                 |                                                            |  |  |       |  |  | Ludovico III Gonzaga, marchese di Mantova |  |  | Gianfrancesco Gonzaga, marchese di Mantova |  |
|                                             |                                              |                                                                 |                                                            |  |  |       |  |  | Ludovico III Gonzaga, marchese di Mantova |  |  | Gianfrancesco Gonzaga, marchese di Mantova |  |
|                                             |                                              | Paola Malatesta                                                 |                                                            |  |  |       |  |  | Ludovico III Gonzaga, marchese di Mantova |  |  |                                            |  |
| Rodolfo Gonzaga, signore di Luzzara         |                                              |                                                                 |                                                            |  |  |       |  |  | Ludovico III Gonzaga, marchese di Mantova |  |  |                                            |  |
|                                             |                                              | Barbara di Brandeburgo-Kulmbach                                 | Giovanni, margravio di Brandeburgo-Kulmbach                |  |  |       |  |  |                                           |  |  |                                            |  |
|                                             |                                              | Barbara di Brandeburgo-Kulmbach                                 | Giovanni, margravio di Brandeburgo-Kulmbach                |  |  |       |  |  |                                           |  |  |                                            |  |
|                                             |                                              | Barbara di Brandeburgo-Kulmbach                                 | Barbara di Sassonia-Wittenberg                             |  |  |       |  |  |                                           |  |  |                                            |  |
| Gianfrancesco Gonzaga, signore di Luzzara   |                                              | Barbara di Brandeburgo-Kulmbach                                 |                                                            |  |  |       |  |  |                                           |  |  |                                            |  |
|                                             |                                              | Gianfrancesco I Pico, signore di Mirandola e conte di Concordia | Giovanni I Pico, signore di Mirandola e conte di Concordia |  |  |       |  |  |                                           |  |  |                                            |  |
|                                             |                                              | Gianfrancesco I Pico, signore di Mirandola e conte di Concordia | Giovanni I Pico, signore di Mirandola e conte di Concordia |  |  |       |  |  |                                           |  |  |                                            |  |
|                                             |                                              | Gianfrancesco I Pico, signore di Mirandola e conte di Concordia | Caterina Bevilacqua                                        |  |  |       |  |  |                                           |  |  |                                            |  |
| Caterina Pico della Mirandola               |                                              | Gianfrancesco I Pico, signore di Mirandola e conte di Concordia |                                                            |  |  |       |  |  |                                           |  |  |                                            |  |
|                                             |                                              | Giulia Boiardo                                                  | Feltrino Boiardo, conte di Scandiano                       |  |  |       |  |  |                                           |  |  |                                            |  |
|                                             |                                              | Giulia Boiardo                                                  | Feltrino Boiardo, conte di Scandiano                       |  |  |       |  |  |                                           |  |  |                                            |  |
|                                             |                                              | Giulia Boiardo                                                  | Guiduccia da Correggio                                     |  |  |       |  |  |                                           |  |  |                                            |  |
| Rodolfo Gonzaga, conte di Poviglio          |                                              | Giulia Boiardo                                                  |                                                            |  |  |       |  |  |                                           |  |  |                                            |  |
|                                             | Pallavicino Pallavicini, marchese di Busseto | Rolando Pallavicini, marchese di Busseto                        |                                                            |  |  |       |  |  |                                           |  |  |                                            |  |
|                                             | Pallavicino Pallavicini, marchese di Busseto | Rolando Pallavicini, marchese di Busseto                        |                                                            |  |  |       |  |  |                                           |  |  |                                            |  |
|                                             | Pallavicino Pallavicini, marchese di Busseto | Caterina Scotti di Agazzano                                     |                                                            |  |  |       |  |  |                                           |  |  |                                            |  |
| Galeazzo I Pallavicino, marchese di Busseto | Pallavicino Pallavicini, marchese di Busseto |                                                                 |                                                            |  |  |       |  |  |                                           |  |  |                                            |  |
|                                             |                                              | Caterina Fieschi                                                | Carlo Fieschi                                              |  |  |       |  |  |                                           |  |  |                                            |  |
|                                             |                                              | Caterina Fieschi                                                | Carlo Fieschi                                              |  |  |       |  |  |                                           |  |  |                                            |  |
|                                             |                                              | Caterina Fieschi                                                | Caterina Ghisolfi                                          |  |  |       |  |  |                                           |  |  |                                            |  |
| Laura Pallavicino di Busseto                |                                              | Caterina Fieschi                                                |                                                            |  |  |       |  |  |                                           |  |  |                                            |  |
|                                             |                                              | Tristano Sforza, signore di Saliceto, Noceto e Lusurasco        | Francesco Sforza, duca di Milano                           |  |  |       |  |  |                                           |  |  |                                            |  |
|                                             |                                              | Tristano Sforza, signore di Saliceto, Noceto e Lusurasco        | Francesco Sforza, duca di Milano                           |  |  |       |  |  |                                           |  |  |                                            |  |
|                                             |                                              | Tristano Sforza, signore di Saliceto, Noceto e Lusurasco        | Giovanna d'Acquapendente                                   |  |  |       |  |  |                                           |  |  |                                            |  |
| Elisabetta Sforza di Saliceto               |                                              | Tristano Sforza, signore di Saliceto, Noceto e Lusurasco        |                                                            |  |  |       |  |  |                                           |  |  |                                            |  |
|                                             |                                              | …                                                               | …                                                          |  |  |       |  |  |                                           |  |  |                                            |  |
|                                             |                                              | …                                                               | …                                                          |  |  |       |  |  |                                           |  |  |                                            |  |
|                                             |                                              | …                                                               | …                                                          |  |  |       |  |  |                                           |  |  |                                            |  |
|                                             |                                              | …                                                               |                                                            |  |  |       |  |  |                                           |  |  |                                            |  |